# Kaagmolen
De Kaagmolen is een poldermolen die in 1654 gebouwd is voor bemaling van de Kaagpolder. De Molen staat in het buitengebied van Spanbroek, in De Kaag (een polderbuurt die in de 19e eeuw als een zelfstandige plaats werd gezien). Het postadres is echter Opmeer omdat hoewel het aan de rand van Kaagpolder, nabij Berkmeer en tegenover De Lage Hoek staat, de adressering aan de Nieuweweg is toegekend.
In 1854 is de Kaagmolen voorzien van een vijzel. In 1879 werd naast de molen een stoomgemaal geplaatst, dat als hulpgemaal fungeerde; de hoofdbemaling werd door windkracht gedaan. In 1959 is de stoommachine in het nu nog steeds bestaande gemaal door een dieselmotor vervangen.
Eigenaar van de Kaagmolen is sinds 2001 de Stichting De Westfriese Molens. De molen is niet te bezichtigen.